# Dore Klemenčič
Dore Klemenčič - Maj, slovenski slikar, grafik, risar, fotograf, partizan, * 15. junij 1911, Galicija, Štajerska, † 23. februar 1988, Ljubljana, Slovenija.

## Življenje
Dore Klemenčič – Maj je bil rojen 15. junija 1911. leta v Galiciji v učiteljski družini. Njegov oče je bil velik narodnjak, spoštovan zaradi svojih naprednih družbenih in gospodarskih idej, med Galičani posebno cenjen zaradi svojega znanja o naprednem sadjarstvu in čebelarstvu. Do upokojitve leta 1925 je bil šolski upravitelj. Tudi mama Ivanka, doma iz okolice Ljubljane, je bila priljubljena učiteljica; gospodinje - predvsem kmečke ženske - je učila gospodinjstva in ročnih del.
Po mali maturi na celjski meščanski šoli je Dore Klemenčič leta 1927 odšel v Ljubljano, kjer je bil vajenec v grafično risarskem oddelku Delniške tiskarne. Po delu je obiskoval slikarsko šolo, ki sta jo vodila Anton Sever in Mirko Šubic.

### Akademija
Leta 1929 se je vpisal na zagrebško umetniško akademijo, kjer mu je bil vsa leta glavni profesor za slikarstvo Ljubo Babić (tudi mentor ob diplomi), za grafiko pa Tomislav Krizman, oba odlična likovnika in mentorja. Med predavatelji so bili tudi Šenoa, Becić, Vanka. Leta 1934 je diplomiral z odliko.
Pomembno obdobje njegovega življenja je bil čas po diplomi, preživet v Celju. Tam se je družil z intelektualci in levičarji, ki so se zbirali v Joštovem mlinu. Med njimi se poleg domačega Melhiorja s posebnimi simpatijami spominja, kot je kasneje omenil v dnevniku, Slavka Šlandra. Leta 1938 je želel v Celju pripraviti prvo samostojno razstavo, pa mu takratna likovna -menda klerikalna- srenja tega ni dopustila. Zato je razstavljal v Mariboru, (to je bila njegova prva razstava, načrtoval je razstavo v Ljubljani). V tem obdobju je slikal predvsem portrete po naročilu.
27. marca 1938 je bila v mariborski Kazinski dvorani otvoritev njegove slikarske razstave, ki se je je ob drugih mariborskih ljubiteljih slikarske umetnosti udeležil tudi župan dr. Alojzij Juvan.
V svoj dnevnik je 2. junija 1938 napisal: "Želim, da bi vsakdo, ki gre skozi mojo razstavo, imel občutek, da gre skozi življenje - skozi polno, pisano, brezmejno življenje."
Naslednje leto je bil vpoklican k vojakom v šolo za rezervne oficirje v Bilećo. V vojski Kraljevine Jugoslavije je pridobil čin podporočnika. 

### Bosna
Pričakoval je, da bo sprejet za likovnega učitelja na celjski gimnaziji. Pa ni bil, sprejet je bil Albert Sirk, ki sicer ni imel ustrezne izobrazbe, je bil pa celjskim oblastnikom bolj všeč.
Takole napiše v dnevnik: "Toda ne samo v Celju bivajoči kulturniki, ampak tudi tamkajšnji politiki in policaji niso želeli, da bi bil v njihovem kraju mlad sumljiv človek, ki se kaj rad druži z domačimi levičarji. Sicer pa jim tega nisem zameril, kdo bi se togotil na večne nasprotnike, kajti prav oni so mi omogočili, da sem doživel deželo, ki so jo naši pradedje imenovali Turčijo globoko."
Tri leta je služboval kot učitelj likovnega pouka v Banja Luki. V tem obdobju je naslikal veliko pokrajinskih slik tedanje Bosne. V dnevniku 13. avgusta preberemo: "Bil sem v mestu in čital v Slovencu, da sem nameščen na realno gimnazijo v Banja Luki. Zavrtel sem se za 90 stopinj."
Čas, ki ga je kot likovni pedagog preživel v Banja Luki, je bil likovno izjemno plodno obdobje njegovega življenja, saj je v treh letih naslikal več kot 200 oljnih slik in veliko akvarelov, žal se je večina od njih med vojno izgubila.

### Vojna
Na začetku druge svetovne vojne so ga vpoklicali v vojsko. Ko je Jugoslavija čez nekaj dni kapitulirala, so ga zajeli Nemci in v taborišču za oficirje Oflag Doessel-Warburg je preživel devet mesecev, od koder so ga izpustili na prošnjo kolegov banjaluške gimnazije. V taborišču mu ni bilo slabo: Nemci so mu omogočili, da je slikal in risal. Ob odhodu je lahko vsa svoja dela (opremljena z nemškim žigom) obdržal in so danes v Muzeju novejše zgodovine v Ljubljani.
Med vojno je doživel marsikaj: najprej je bil v taborišču, potem so ga vpoklicali med hrvaške domobrane. Nato so ga zaprli ustaši, ki so ga nekajkrat obsodili na smrt, ker je četnikom in partizanom (oboji so tedaj bili borci proti okupatorju in veljali za osvoboditelje) pošiljal zdravila in orožje. Ko so ga po nekaj mesecih izpustili zaradi pomanjkanja dokazov, je pobegnil k četnikom, nakar mu je po petih mesecih uspelo pobegniti k artizanom na Kozaro, od tam pa je pozimi v opankah odšel peš v Slovenijo in se priključil narodnoosvobodilnemu boju v Sloveniji. Bil je partizan v Šercerjevi brigadi, za potrebe NOB je deloval v Belokranjski tehniki, v centralni tehniki KPS in v prosvetnem oddelku SNOS v Črnomlju. Kot odposlanec se je udeležil tudi Zbora odposlancev slovenskega naroda v Kočevju.
Po vojni je bil dve leti član komiteja za kulturo in umetnost v Beogradu.
Nato je kot svobodni slikar živel in delal v Ljubljani do svoje smrti. Umrl je leta 1988 v Ljubljani, star 77 let.

## Delo
Po umetniški usmeritvi je bil barvni realist in umirjen kolorist. Ustvarjal je tudi v ujetništvu in v partizanih, kjer je ustvaril opus več kot 400 slik.
Ob slovenskem kulturnem prazniku so v Savinovi hiši v Žalcu. leta 1992 slovesno odprli stalno zbirko njegovih del. V kratkem bo odprta galerija njegovih del tudi v njegovem rojstnem kraju Galiciji.
Klemenčičev umetniški opus je izjemen. Akademija ga je izoblikovala v žlahtnega kolorista. Je avtor čudovitih cvetličnih in drugih tihožitij s preprostimi, vsakdanjimi predmeti, figuralnih kompozicij, portretov, pejsažev, cvetočih dreves pomladi in žarečih jeseni, mojstrsko izraženih v posebnem barvnem in svetlobnem vzdušju.
Enako temperamenten je bil tudi kot grafik in risar.
Živahno se je odzival na čas in razmere, bil je kritična in angažirana osebnost, upornik proti vsem oblikam nasilja, kar se je odrazilo v njegovih medvojnih in povojnih grafikah, risbah in slikah. Včasih je za svoje uporništvo ostro nabrusil tudi pero. Bil je eden redkih likovnih umetnikov, ki se je enakovredno izražal likovno in besedno.
Klemenčičev svet je razcepljen na dvoje: na eni strani je on sam, osamljeni večni borec, v vojni in miru, za nedosegljive ideale, ki ga strahovito boli to, da so se sanjski upi in načrti tako surovo spremenili v svoje popolno nasprotje, in na drugi, nasprotni, sovražni tabor, splet kulturne politike, ki je razlog za večino njegovega pisanja. 
Njegovi dnevniški zapiski so nastajali skoraj šestdeset let in leta 1972 izšli v knjigi Izgubljeni zapiski.
Po njegovi smrti je velik del zapuščine dobila Medobčinska matična knjižnica v Žalcu. Šlo je za številne zapise, pripise k časopisnim člankom in pisma. Pisno gradivo je v svoji raziskovalni nalogi na željo knjižnice obdelala umetnostna zgodovinarka Nevenka Šivavec. Veliko gradiva je danes na vpogled v domoznanskem oddelku te knjižnice.
Poleg obsežnega opusa olj, grafik in risb je ustvaril tudi nekaj umetnin večjega formata: stenski gravuri Krst pri Savici in Martina Krpana, veliko kompozicijo Koliščarji v Mestnem muzeju v Ljubljani, v Tekstilni tovarni v Ajdovščini stenski sliki s prikazom nekdanjega in sodobnega načina proizvodnje.